# アルバトロス (路面電車車両)
アルバトロス（Albatros）は、ベルギーの公共交通事業者であるドゥ・レイン（De Lijn）が運営する路面電車路線で使用されている電車の愛称。車内全体に段差が存在しない超低床電車で、製造メーカーのボンバルディア・トランスポーテーションが展開する路面電車ブランドのフレキシティ2の1車種である。

## 概要
フランデレン地域で公共交通機関を運営するドゥ・レイン（De Lijn）は、アントウェルペン（アントウェルペン市電）、ヘント（ヘント市電）、デ・パンネ、オーステンデ、クノック＝ヘイスト等（ベルギー沿岸軌道）に3つの路面電車の路線網を有している。そのうちアントウェルペン市電とヘント市電では長年に渡りPCCカーが主力車両として使用されていたが、2010年代に入ると老朽化に加えて運用コストの増大が大きな課題となっていた。更に各市電では利用客の増加や新規路線の開通などを控え、輸送力の増強が必要となった。そこで2012年、ドゥ・レインを所有するフランデレン政府はボンバルディア・トランスポーテーションとの間に超低床電車のフレキシティ2を導入する契約を交わした。
フレキシティ2は、ボンバルディア・トランスポーテーションが世界各国へ向けて展開する連接式超低床電車で、小径車輪を用いた車軸・2次サスペンション（軸ばね・枕ばね）付き台車「フレックス・アーバン3000（FLEXX Urban 3000）」を有し、騒音や振動の抑制、メンテナンスコストの削減を実現した車種である。そのため台車が設置されている車体は床面高さが若干高くなっているが、床面高さを低く抑えた車体との間は緩やかなスロープで結ばれているため車内には段差が存在しない（100 %低床構造）。
ドゥ・レインに導入された「フレキシティ2」は、ベルギーのグラフィックデザイナーであるアクセル・エントヴェンが手掛けた流線形の車体を有し、前後車体には幅800 mmの片開き扉、中間車体には幅1,300 mmの乗降扉が設置されている。車内は車椅子やベビーカー、自転車が設置可能なスペースに加えて多数の折り畳み座席が設置され、5車体・7車体という長編成と合わせて輸送力が大幅に増大している。その一方で電力が回収可能な回生ブレーキや回収した電力を貯める事が可能な充電池を搭載した制御システム「MITRAC」を搭載しているため、乗客1人あたりの運用コストはPCCカーから22 - 35 %削減されている。車内には冷暖房双方に対応した空調システム（HVAC）も完備されている。
「アルバトロス（Albatros）」と言う愛称は、フレキシティ2の営業運転に際してドゥ・レインが命名したものである。

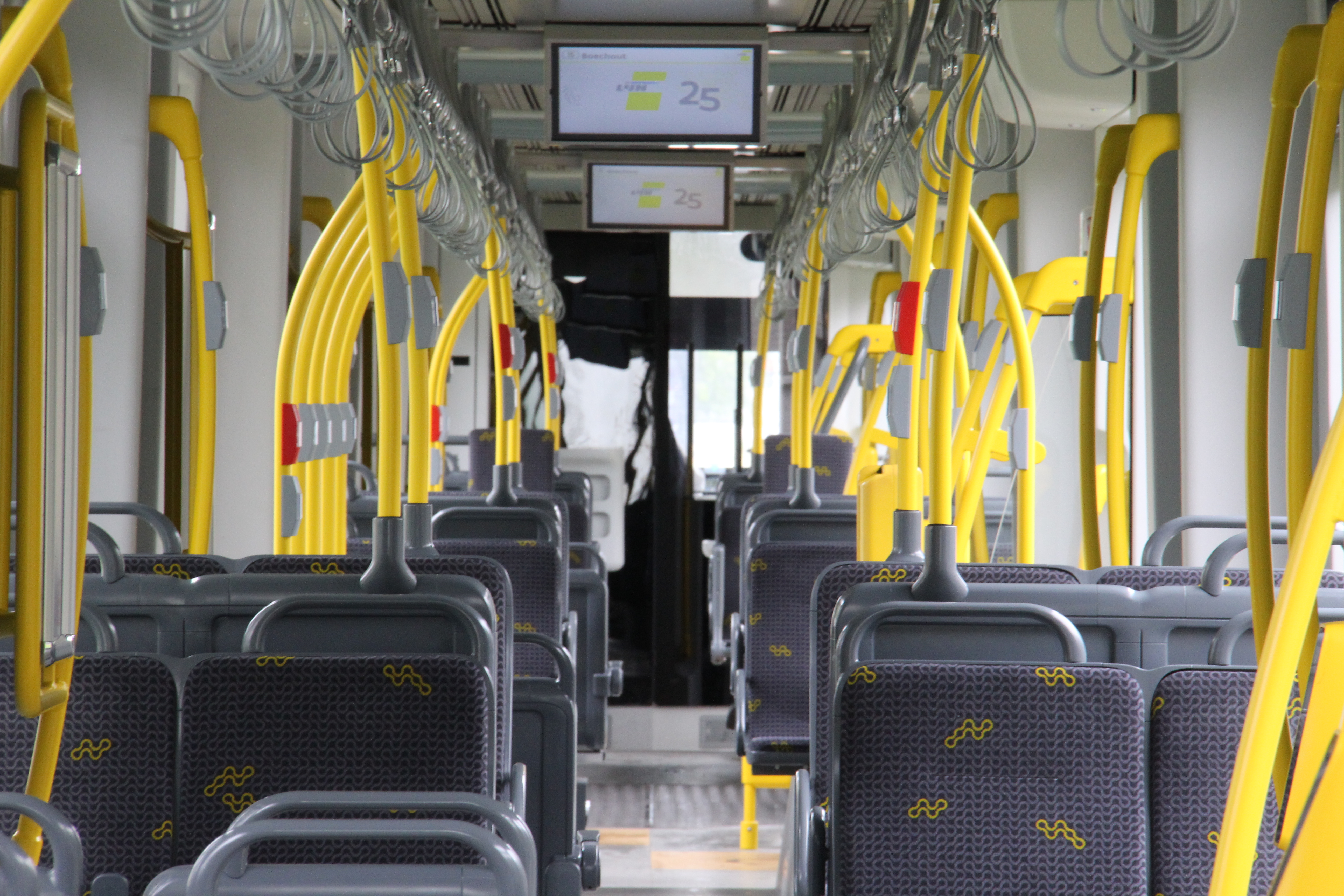
車内（アントウェルペン）
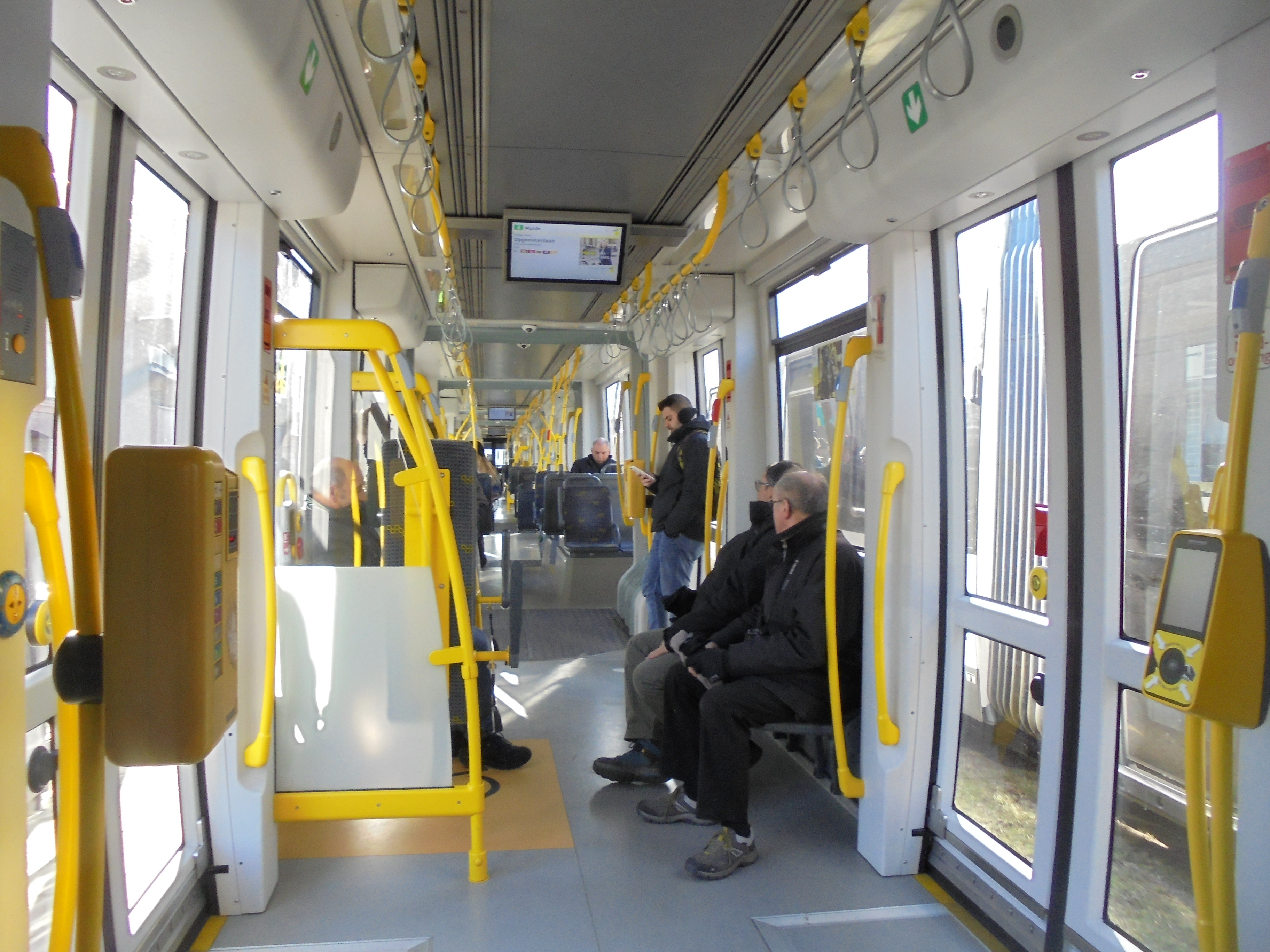
車内（ヘント）
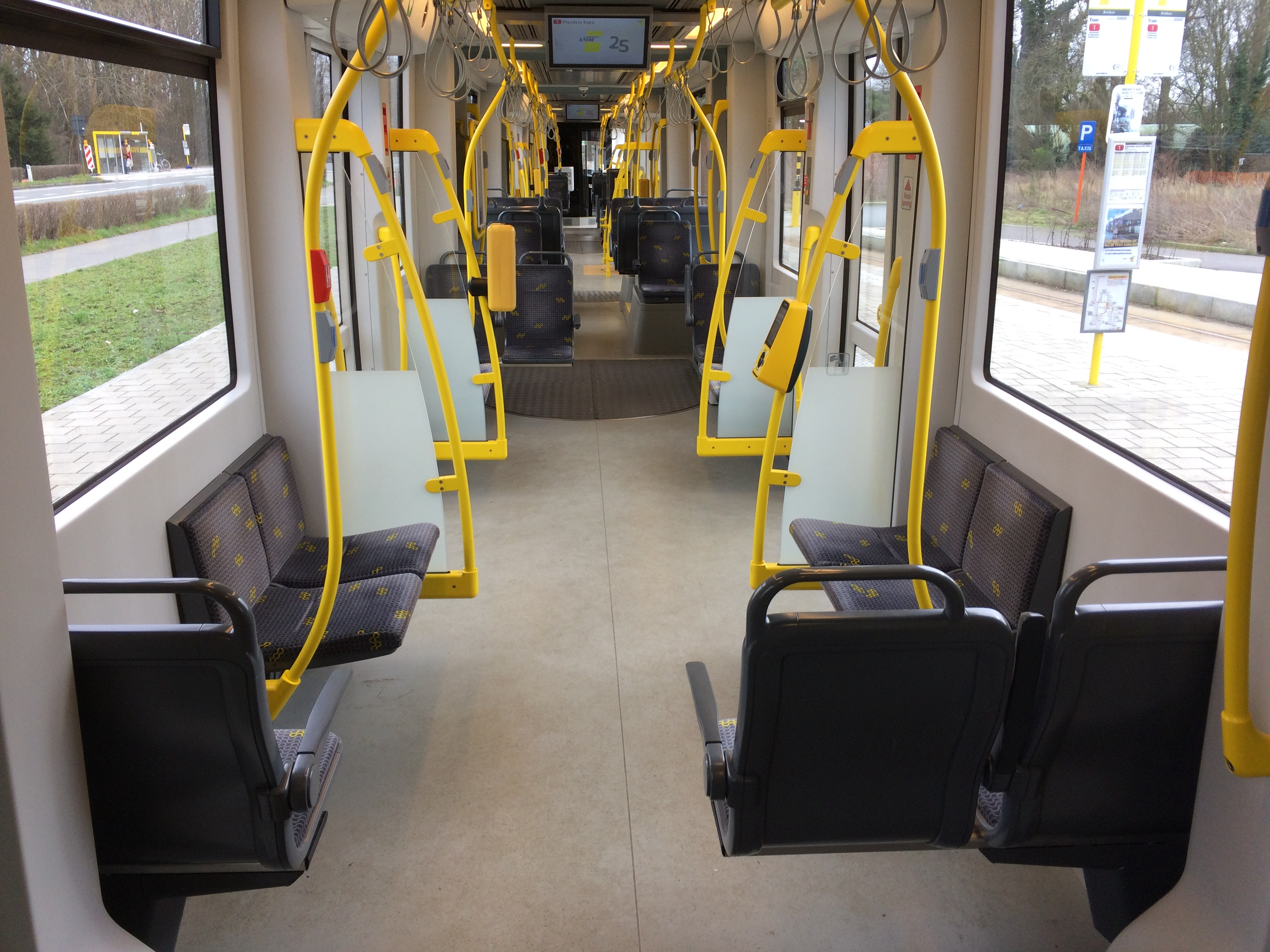
車内各所には折り畳み座席が設置されている（ヘント）
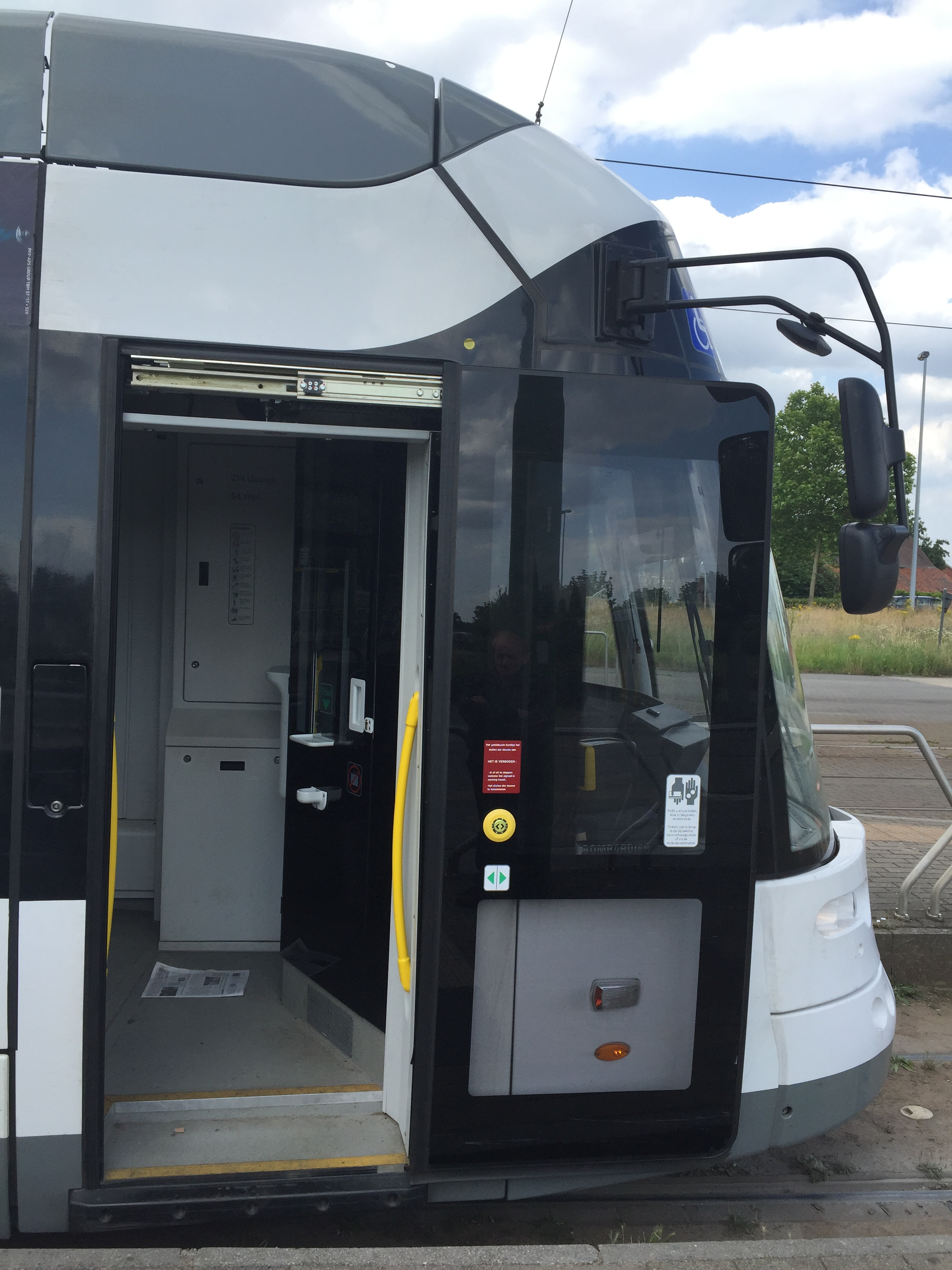
前方の乗降扉は片開き式である（アントウェルペン）
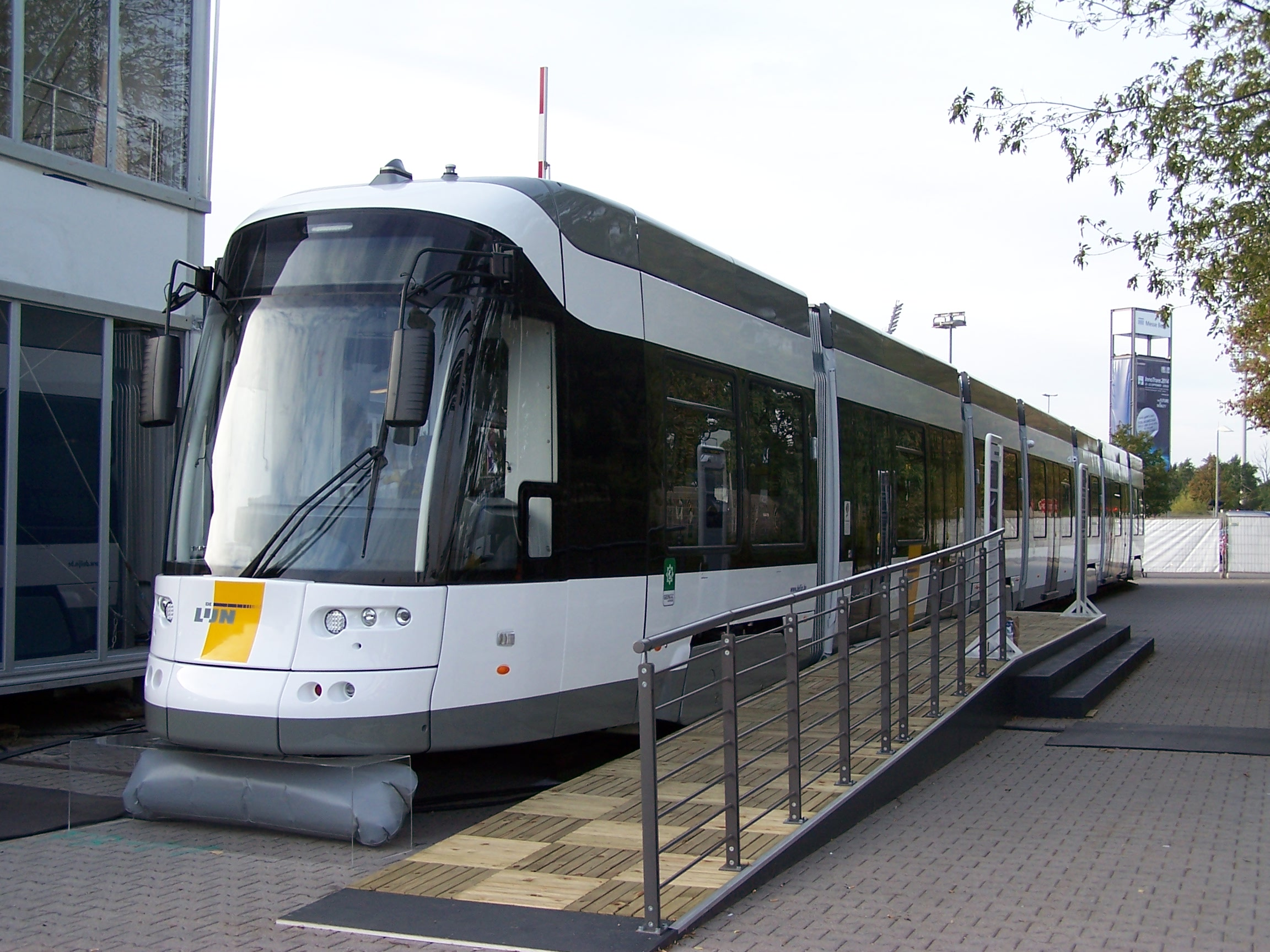
イノトランス2014に展示された「アルバトロス」

## 運用

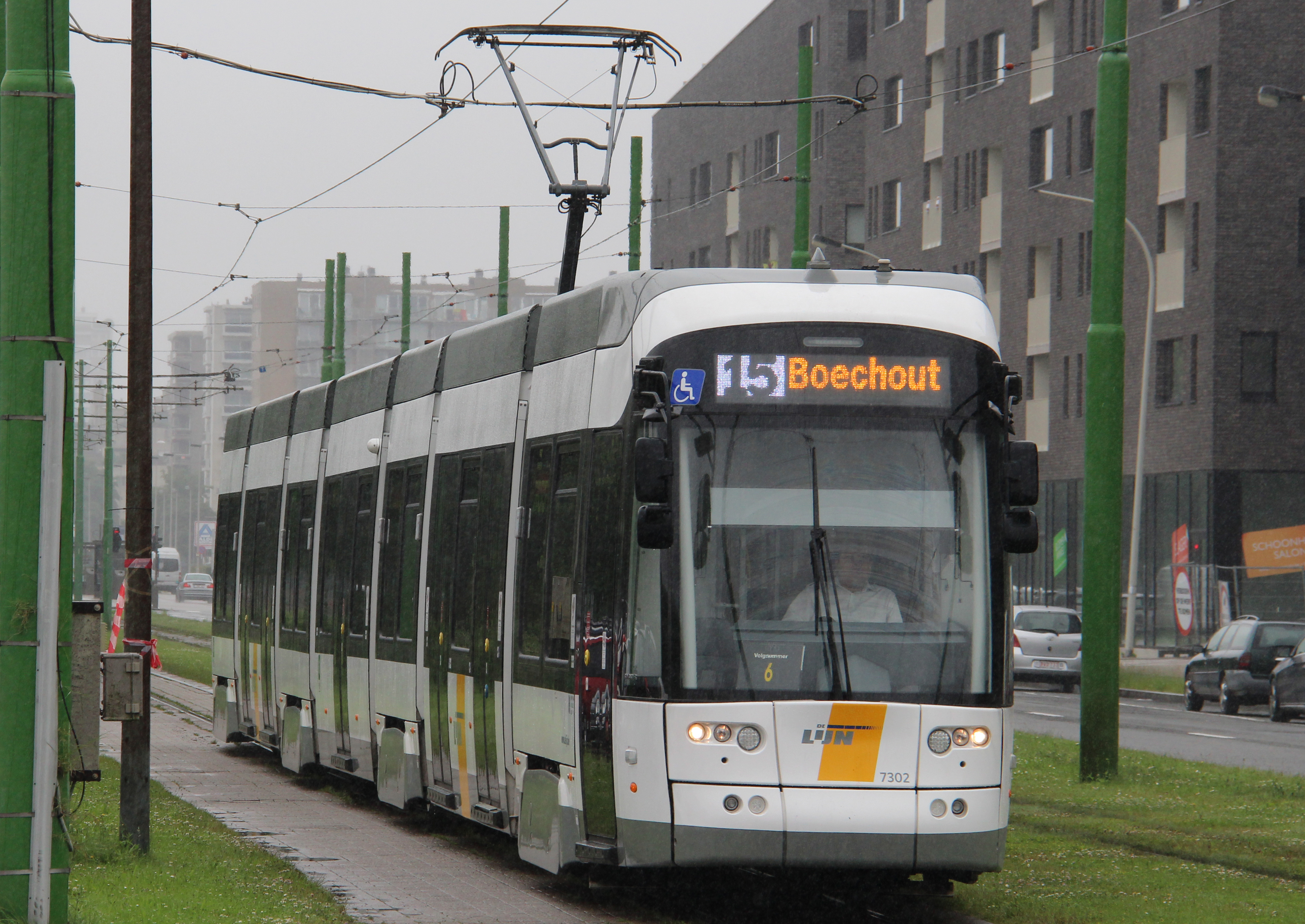
アントウェルペン（7車体連接車） （2016年撮影）
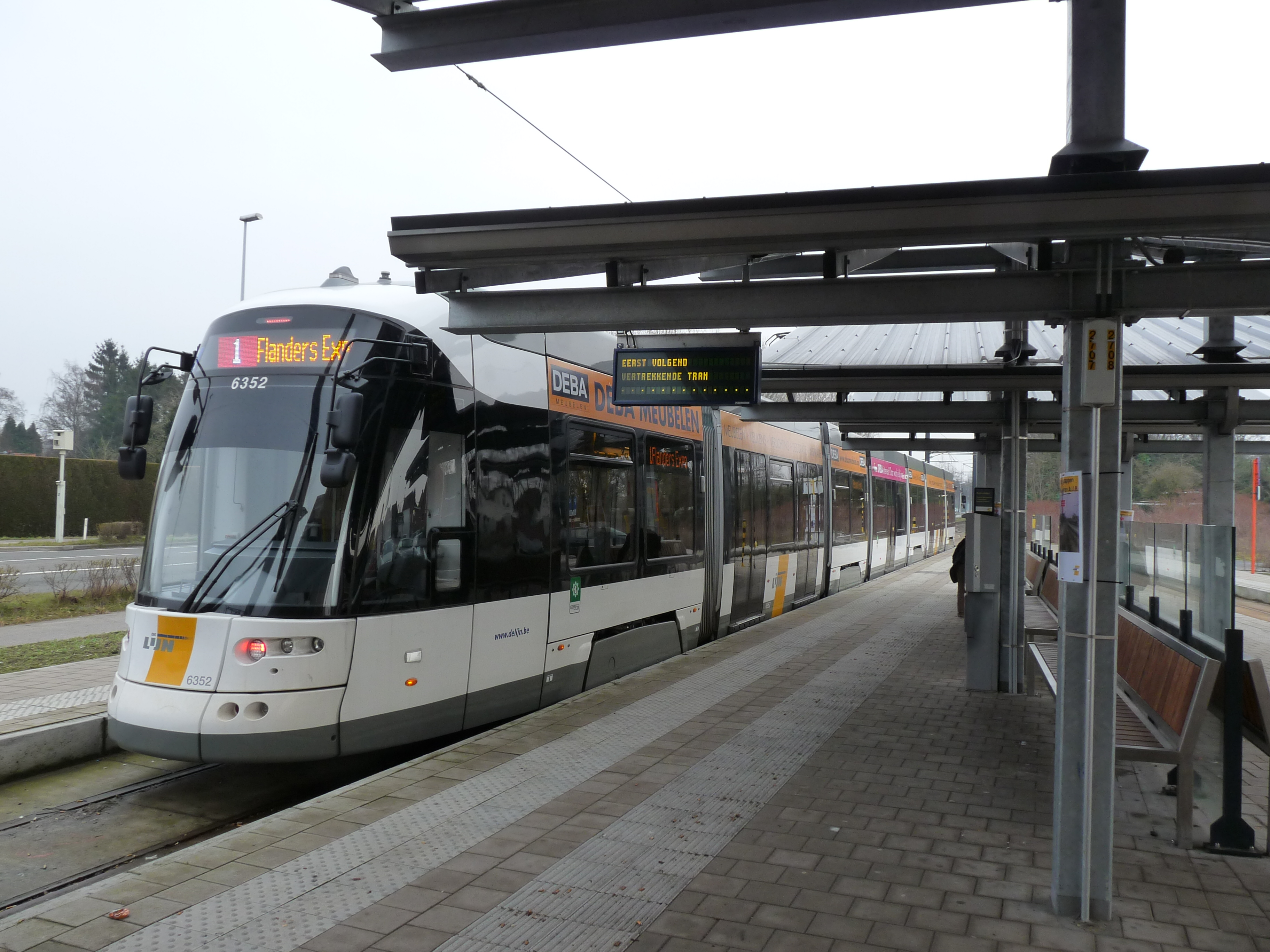
ヘント（7車体連接車） （2017年撮影）

2012年に48両が発注された後、2014年から製造が始まり、翌2015年から各市電で営業運転を開始した。更に同年にはオプション分となる40両の追加発注が行われ2017年以降営業運転に投入されたため、2020年時点で合計88両が在籍する。そのうちアントウェルペン市電には片運転台車両が、ヘント市電には両運転台車両が導入されている。また、「アルバトロス」はその内外のデザイン性が高く評価され、2015年のアンリ・ヴァン・デ・ヴェルデ賞（Henry Van de Velde Label）を受賞している。
発注両数や車両番号など、各市電に在籍する車両の詳細は以下の通りである。
| 都市                                    | 運転台   | 車両番号  | 編成        | 発注年 | 両数 |
| --------------------------------------- | -------- | --------- | ----------- | ------ | ---- |
| アントウェルペン (アントウェルペン市電) | 片運転台 | 7301-7362 | 5車体連接車 | 2012   | 28両 |
| アントウェルペン (アントウェルペン市電) | 片運転台 | 7301-7362 | 5車体連接車 | 2015   | 10両 |
| アントウェルペン (アントウェルペン市電) | 片運転台 | 7301-7362 | 7車体連接車 | 2012   | 10両 |
| アントウェルペン (アントウェルペン市電) | 片運転台 | 7301-7362 | 7車体連接車 | 2015   | 14両 |
| ヘント (ヘント市電)                     | 両運転台 | 6351-6376 | 7車体連接車 | 2012   | 10両 |
| ヘント (ヘント市電)                     | 両運転台 | 6351-6376 | 7車体連接車 | 2015   | 16両 |

- アントウェルペン（7車体連接車）
（2016年撮影）
- ヘント（7車体連接車）
（2017年撮影）